# Barcelona Sessions
Barcelona Sessions är ett studioalbum av Måns Zelmerlöw, utgivet 5 februari 2014.

## Låtlista
| Nummer | Titel                          | Längd |
| ------ | ------------------------------ | ----- |
| 1.     | „Run for Your Life”            | 3:37  |
| 2.     | „Something About This Town”    | 3:19  |
| 3.     | „Broken Parts”                 | 3:44  |
| 4.     | „Children of the Sun”          | 3:52  |
| 5.     | „Beautiful Life”               | 3:40  |
| 6.     | „Burning Stars”                | 4:09  |
| 7.     | „Waiting for the World to End” | 3:43  |
| 8.     | „Sleep on Roses”               | 3:23  |
| 9.     | „Braver on the Outside”        | 3:21  |
| 10.    | „This One’s for You”           | 4:47  |
| 11.    | „Parallels”                    | 3:17  |

## Listplaceringar
| Lista (2014) | Topplacering |
| ------------ | ------------ |
| Sverige      | 3            |

### Fotnoter
1. ↑  ”Barcelona Sessions” (på engelska). Discogs. 11 mars 2014. http://www.discogs.com/M%C3%A5ns-Zelmerl%C3%B6w-Barcelona-Sessions/release/5375845. Läst 27 december 2014.
2. ↑  ”Barcelona Sessions”. Swedishcharts. 11 mars 2014. http://www.swedishcharts.com/showitem.asp?interpret=M%E5ns+Zelmerl%F6w&titel=Barcelona+Sessions&cat=a. Läst 27 december 2014.